# Club Deportivo Tumbaco AV25
El Club Deportivo Tumbaco AV25, mayormente conocido como Tumbaco AV25, es un club deportivo ecuatoriano originario de la ciudad de Quito, provincia de Pichincha, Ecuador, fue fundado el 10 de marzo de 2022. Su principal disciplina es el fútbol. Actualmente juega en el Campeonato Provincial de Segunda Categoría de Pichincha.
Está afiliado a la Asociación de Fútbol No Amateur de Pichincha (AFNA).

## Historia
Fue fundado el 10 de marzo de 2022 por el exfutbolista Antonio Valencia, su trayecto inició desde las bases del balompié ecuatoriano en la categoría amateur de Pichincha, el Torneo Provincial de Ascenso de AFNA. Desde el año 2023 compite en la Segunda Categoría de Pichincha, torneo profesional de tercera división de Ecuador, luego de haber obtenido el tercer lugar en el Campeonato de Ascenso de 2022.
Sus actividades las inició el 2 de junio de 2022 con el propósito de impulsar a los jóvenes con el objetivo de formar chicos de todo el país y seguir el ejemplo de Independiente del Valle, esto incluye la construcción de un centro de alto rendimiento. Antonio Valencia reveló que la idea de fundar un equipo de fútbol nació en una de las conversaciones que tuvo con el futbolista Christian Benítez, en la época en donde compartieron vestuarios con la selección de Ecuador.

## Uniformes
La primera equipación cuenta con una camiseta roja con rayas negras y una pantaloneta de la última tonalidad. El toño mencionó que el color rojo lo implementó debido a su amor por el Club Deportivo El Nacional, equipo que lo vio nacer, y el Manchester United, donde desempeñó la mayoría de su carrera.
El uniforme alterno es enteramente blanco, la camiseta principal está adornada por una franja con los colores representativos. Todas las prendas cuentan con auspiciantes que decidieron apoyar el proyecto.

## Estadio
Antes del ascenso a Segunda, Tumbaco AV25 disputó la mayoría de sus partidos en diferentes escenarios de la ciudad de Quito, esto durante la temporada de ascenso del año 2022, el club se trasladó al estadio Arena Pro AFNA, del sector de San Carlos, en la ciudad de Quito. Para la temporada de Segunda Categoría de Pichincha 2023 disputa sus partidos de local el estadio Francisco Reinoso, ubicado en la parroquia de Cumbayá.

## Jugadores

### Plantilla 2024
- Última actualización: 16 de febrero de 2024.

## Datos del club
- Temporadas en Segunda Categoría: 3 (2023-presente)
- Mejor puesto en la liga:
- Peor puesto en la liga:
- Mayor goleada a favor en torneos nacionales:
- Mayor goleada en contra en torneos nacionales:
- Máximo goleador histórico:
- Máximo goleador en torneos nacionales:
- Primer partido en torneos nacionales:
  - Deportivo Meridiano 1 - 1 Tumbaco AV25 (22 de abril de 2023 en el estadio de la Liga Parroquial de Calderón).

## Palmarés

### Torneos provinciales
| [[Archivo:\|20px\|border\|Bandera de Pichincha]] Competición | Títulos | Subcampeonatos |
| ------------------------------------------------------------ | ------- | -------------- |
| Segunda Categoría de Pichincha (1/0)                         | 2023.   |                |